# Adesmia spinosissima
Adesmia spinosissima är en ärtväxtart som beskrevs av Julius Rudolph Theodor Vogel. Adesmia spinosissima ingår i släktet Adesmia och familjen ärtväxter. Inga underarter finns listade i Catalogue of Life.